# Piet van Aken
Piet van Aken, född 15 februari 1920, död 3 maj 1984, var en flamländsk författare.
Aken skrev socialt engagerade romaner, såsom De falende God (1942), Slapende honden (1965) och De nikkers (1959; Niggrerna, översättning Ingrid Rääf, Tiden, 1960).